# ニコライ・ヴァトゥーチン
ニコライ・フョードロヴィチ・ヴァトゥーチン（ロシア語: Никола́й Фёдорович Вату́тин, ラテン文字転写: Nikolai Fyodorovich Vatutin, 1901年10月3日 - 1944年4月15日）は、ソ連の軍人。ソ連邦英雄。

## 経歴
ベルゴロド州チェプヒノ村出身。1920年から赤軍。ポルタワ歩兵学校（1922年）、キエフ高等統合軍事学校（1924年）、M.V.フルンゼ名称軍事アカデミー（1929年）、同アカデミー作戦学部（1934年）、参謀本部軍事アカデミー（1937年）を卒業。
ロシア内戦時代、ルガンスク及びスタロベリスク地区でマフノ軍との戦闘に参加。戦後、小隊、中隊を指揮し、第7狙撃師団本部に勤務。1931年～1941年、師団参謀長、シベリア軍管区参謀部第1課長、参謀次長・参謀長、参謀本部作戦局長、参謀第一次長を歴任。
独ソ戦勃発後、1941年6月30日から北西戦線参謀長。1942年5月～7月、参謀次長、ブリャンスク戦線スタフカ代表。1942年7月～10月、ヴォロネジ戦線司令官。スターリングラード攻防戦時、南西戦線を指揮し、スターリングラード戦線及びドン戦線と協力して、ドイツ軍33万人を包囲。1942年12月、ヴォロネジ戦線左翼と協力して、ドン中流で作戦を展開し、スターリングラードの包囲を解こうとするドイツ軍の反撃を破砕した。1943年3月、ヴォロネジ戦線司令官に再任。1943年夏、クルスクの戦いでドイツ軍の攻撃を撃退し、逆襲に転じた。
ヴァトゥーチン指揮下のヴォロネジ戦線（1943年10月から第1ウクライナ戦線）は、ドニエプル川の戦いに参加し、1943年11月、キエフを解放した。1944年1月～2月、第2ウクライナ戦線と協力して、コルスン・シェフチェンコ作戦を遂行し、ドイツ軍を包囲・撃滅した。
1944年2月29日、前線進出時にウクライナ蜂起軍の反共義勇兵に狙撃され、致死傷を負った。同年4月15日、キエフで死去。死後、ソ連邦英雄称号を授与。キエフには銅像が立てられた。

## 評価
ヴァトゥーチンは、打撃部隊の運用に長けており、戦車軍団を戦線の機動グループとして運用することで迅速な敵防御の突破、その事後の追及を可能ならしめた。また、逆襲・包囲・撃滅、縦深梯隊防御の理論と実践の発展に貢献した。ソ連邦英雄。レーニン勲章、赤旗勲章、一等スヴォーロフ勲章を受章。